# Ervín Adam
Ervín Adam, původním příjmením Adlerstein (7. listopadu 1922 Rachov, Československo – 21. března 2024 Houston, Texas) byl americký epidemiolog československého původu. Vedl tým epidemiologů, který v Československu vymýtil dětskou obrnu. V roce 1968 emigroval do Kanady a posléze do Spojených států amerických. Na Baylorově lékařské fakultě v Houstonu se podílel na výzkumu podílu virů v patogenezi lidských nádorů. Je nositelem řady ocenění.
Přežil vyhlazovací tábor Auschwitz-Birkenau, pracovní tábor Monowitz-Buna, pochod smrti, koncentrační tábory Gleiwitz, Buchenwald, Bisingen, Dachau a jak sám říká od pekla ho dělil jen krok. 

## Život
Narodil se v rodině židovského právníka ve městě Rachov, tehdy Podkarpatská Rus. Po rozpadu Československa v roce 1939 se toto území dostalo pod maďarskou správu. Ta začala uplatňovat nacistické rasové zákony. Ervín Adam ještě v červnu 1941 odmaturoval, záhy ale byli jeho rodiče dne 12. července 1941 odvlečeni maďarskými četníky do Kamence Podolského, kde byli nacistickými jednotkami zvláštního nasazení (Einsatzgruppen) zavražděni 27. nebo 28. srpna 1941. Ervínovi a jeho sestře Sofii se ale podařilo uprchnout. V roce 1944 byl uvězněn v koncentračním táboře Monowitz-Buna (Auschwitz III). V lednu 1945 absolvoval pochod smrti do Gleiwitz. Odtud byli vězni převezeni do koncentračního tábora Buchenwald a záhy dále do Dachau. Nakonec byl osvobozen americkými vojáky.
Po návratu domů se v červenci 1945 rozhodl odejít do Prahy a studovat tam medicínu. Tehdy si také změnil příjmení z Adlerstein na Adam. Studia ukončil v roce 1951. Nastoupil do nemocnice Na Bulovce, kde pracovala i jeho manželka Vlasta. Oba se zapojili do boje s dětskou obrnou. Byla zde ověřována zahraniční séra Jonase Salka a Alberta Sabina. Současně byla vyvíjena i vlastní československá vakcína. Lékařský tým pod vedením Ervína Adama se zasloužil o to, že Československo se stalo první zemí na světě, kde byla dětská obrna vymýcena. V roce 1961 byl ale on i jeho manželka z Bulovky z politických důvodů propuštěni. Poté našel místo v Ústavu sér a očkovacích látek.
Bezprostředně po Invazi vojsk Varšavské smlouvy do Československa emigrovali manželé Adamovi do Vídně a odtud do Kanady, kde získal místo na McGillově univerzitě v Montrealu. Po roce přešel k Josephu Melnickovi na Baylorovu lékařskou fakultu (Baylor College of Medicine) v Houstonu. Vedl výzkum o vlivu viru herpes simpex na rakovinu děložního čípku. Úzce při tom spolupracoval s Vladimírem Vonkou a Jiřím Kaňkou. Na Baylorově fakultě se později stal profesorem molekulární virologie a mikrobiologie.
Po roce 1989 manželé Adamovi založili v Praze nadaci (Nadace manželů Vlasty a Ervína Adamových), ze které byli od roku 1997 formou stipendií podporováni sociálně potřebné studentky a studenti 2. lékařské fakulty Univerzity Karlovy s výbornými studijními výsledky.
Od roku 2013 je na stejné fakultě udělována Cena Vlasty Adamové za vynikající práci v oboru onkologie a hematologie a Cena Ervína Adama za vynikající práci preventivního významu pro zdraví populace (v oblastech etiologie, patofyziologie, diagnostiky i terapie)
Zemřel 21. března 2024 ve svém houstonském domě.

## Ocenění díla
- 2012 Česká hlava[8]